# Neustadt an der Donau
Pour les articles homonymes, voir Neustadt.
Neustadt an der Donau est une ville de Bavière (Allemagne), située dans l'arrondissement de Kelheim, dans le district de Basse-Bavière.

## Géographie
Cette ville se trouve à mi-chemin entre Ingolstadt et Ratisbonne, au milieu d'un bassin sédimentaire large de 5 km de la vallée du Danube, encaissée entre les contreforts boisés des collines tertiaires du massif de l'Hallertau au sud, et les falaises calcaires du Jura de Franconie au nord. La ville s'est édifiée à la confluence de l'Ilm, de l'Abens et du Danube.

## Histoire
| Appartenances historiques Duché de Bavière 907–1255 Duché de Haute-Bavière 1255–1353 Duché de Bavière-Landshut 1353-1392 Duché de Bavière-Munich 1392-1505 Duché de Bavière 1505–1623 Électorat de Bavière 1623–1806 Royaume de Bavière 1806–1918 République de Weimar 1918–1933 Reich allemand 1933–1945 Allemagne occupée 1945–1949 Allemagne 1949–présent |

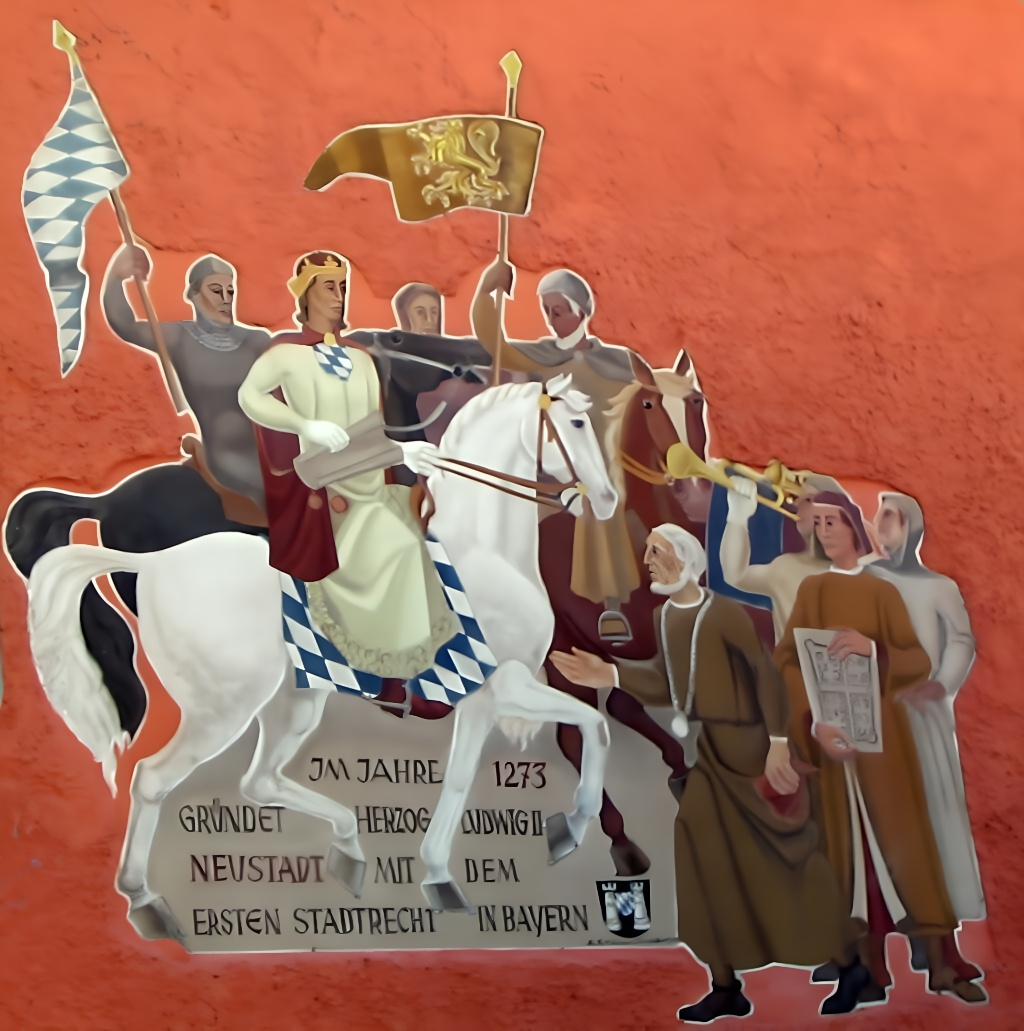
L'octroi de la charte urbaine, en 1273

Les sources écrites les plus anciennes sur le site de Neustadt mentionnent un village du nom de Trephenau. La ville s'appelle encore Seligenstadt lorsque le duc Louis II lui octroie sa charte le 11 mai 1273, la première jamais accordée en Bavière. Par cet acte politique, avec ses conséquences sur la fortification et le peuplement, le duc Louis II entendait certainement rendre plus sûr le passage du Danube : l'octroi de chartes est en effet caractéristique des initiatives d'urbanisation prises par les premiers ducs de Wittelsbach. Neustadt prend son nom actuel dans un décret de l'abbé Conrad de Weltenbourg daté de 1277.
Le quartier de Wöhr, qui n'est plus aujourd'hui qu'un faubourg, et qui s'étendait autrefois aux portes de la ville, sur les rives du Danube, est antérieur à Neustadt elle-même. Son nom remonte au moyen haut allemand wert, qui signifie « digue » ou « endiguement. » Wöhr fut annexé à la ville au cours du Moyen Âge. Ses habitants, quoique domiciliés hors de l'enceinte urbaine, avaient droit de cité (à Neustadt). Wöhr était d'ailleurs le palais des comtes de Wöhr et constituait la barrière d'octroi „ze Werde“, qui percevait les impôts en nature et en argent pour le compte des princes de Bavière.

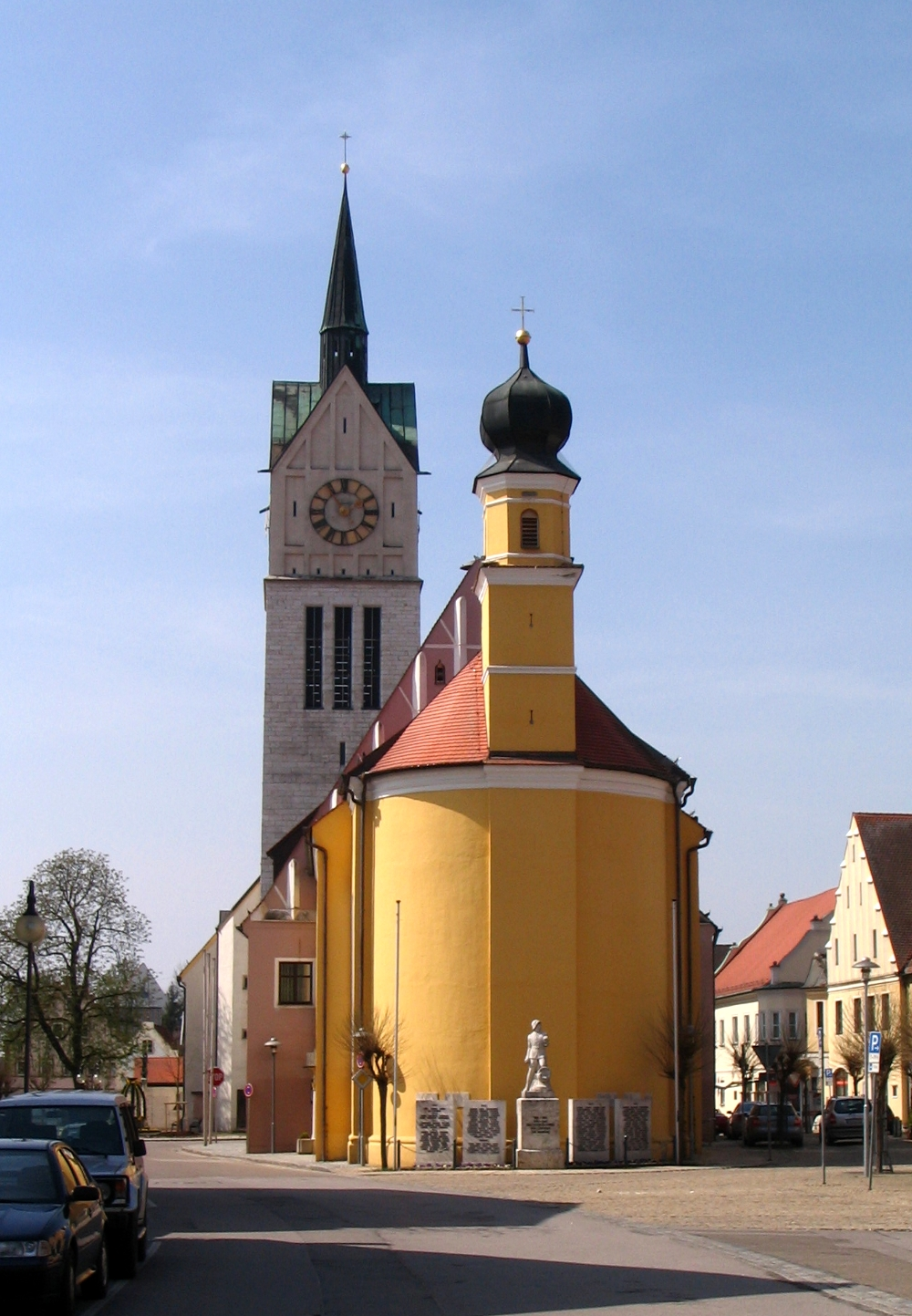
L'église et la chapelle Sainte-Anne.

## Personnalités liées à la ville
- Franz Xaver Steindl (1858-1931), homme politique né à Irnsing et mort à Neustadt an der Donau.
- Max von Hartlieb-Walsporn (1883-1959), militaire né à Hienheim.
- Edith Prock (1949-), chanteuse née à Hienheim.